# Ötüken
Ötüken (turco antico:  , Ötüken yïš, "Mount Ötüken";  , Ötüken jer, "Terra degli Ötüken"; anche: 於都斤山, 都尉揵山, 烏德鞬山/乌德鞬山, 都斤山, 大斤山, 郁督軍山/郁督军山), è uno dei nomi dati alla Madre Terra nel Tengrismo.
È altresì descritta come la leggendaria capitale degli Eftaliti, nonché come montagna sacra dai Göktürk.